# Salvador Bueno
Salvador Bueno Menéndez (Havanna, 1917. augusztus 18. – Havanna, 2006. október 22.) kubai irodalomtudós, a hispanoamerikai irodalom kiemelkedő kutatója, művészettörténész, író, újságíró.

## Élete
A filozófia és az irodalom doktoraként végzett a Havannai Egyetemen, ezután a Havana Business Academy spanyol nyelvtanára lett. Később a pinar del ríói főiskola professzora lett, egyben a Havannai Főiskolán is a nyelvtudományi és irodalmi tanszék vezetője volt.
1949-ben, egy bírálóbizottsági tagságon keresztül a Havannai Egyetem Filozófiai és Irodalmi Intézetének kubai és spanyol-amerikai irodalomtörténeti tanszékére került, ahol profesor adscripto-ként dolgozott. 1956-ig kubai és spanyol-amerikai irodalom tanfolyamokat indított a Havannai Egyetem Nyári Iskolájában.

## Egyéb munkássága
Meghívott professzorként előadott az Amerikai Egyesült Államok, Nyugat-Európa, Magyarország és a Szovjetunió egyetemein, ahol komoly elismerésben részesül előadásai kiemelkedő minősége miatt. Kubában hasonló sikereket ér el, hallgatói elismerik a nagy mester művészetét. Rendszeresen publikált a Carteles, a Bohemia, az Unión, a Casa de las Américas, a La Gaceta de Cuba, a Nemzeti Könyvtár Magazin, a Cuadernos Americanos (Mexico) és más kubai és kulföldi periodikák hasábjain.

## Bibliográfia

### Könyvek
- Contorno del modernismo en Cuba. Editorial Lex, La Habana, 1950. [separata de Cuadernos de la Universidad del Aire, número 22, octubre 1950]
- Medio siglo de literatura cubana (1902-1952). Editorial Lex, La Habana, 1953. (Publicaciones de la Comisión Nacional Cubana de la UNESCO)
- Policromía y sabor de costumbristas cubanos. Presentación de Manuel Álvarez Morales. Universidad de Oriente, Santiago de Cuba, 1953
- Historia de la literatura cubana. Editorial Minerva, La Habana, 1954
- Las ideas literarias de Domingo del Monte. Comisión Nacional Cubana de la UNESCO, La Habana, 1954. (Cuadernos de Divulgación Cultural, 10)
- Presencia cubana en Valle Inclán. 1955, La Habana. [separata de la Miscelánea de Estudios dedicados al doctor Fernando Ortiz por sus discípulos, colegas y amigos]
- Enrique Piñeyro y la crítica literaria. Instituto Nacional de Cultura [del] Ministerio de Educación, La Habana, [1957]
- La letra como testigo. Universidad Central de Las Villas, Santa Clara, 1957
- Trayectoria de Labrador Ruiz (A los 25 años de "Laberinto"). Editorial Librería Martí, La Habana, 1958
- Historia de la literatura cubana. Segunda edición. Editorial Minerva, La Habana, 1959
- Historia de la literatura cubana. Tercera edición. Editorial Nacional de Cuba, La Habana, 1963
- Figuras cubanas. Breves biografías de grandes cubanos del siglo XIX. Comisión Nacional Cubana de la UNESCO, La Habana, 1964
- Temas y personajes de la literatura cubana. Ediciones Unión, La Habana, 1964
- "Aproximación a Paradiso" (El Mundo, mayo 20 de 1966)
- Aproximaciones a la literatura hispanoamericana. Ediciones Unión, La Habana, 1967 (Colección Contemporáneos)
- "Che Guevara y la literatura de testimonio" (Revista UPEC, octubre de 1970)
- Historia de la literatura cubana. Cuarta edición. La Habana, [Instituto Cubano del Libro], Editorial Pueblo y Educación, 1972
- Cinco siglos de relaciones entre Hungría y América Latina. Editorial Corvina, Budapest, 1977
- De Merlín a Carpentier. Nuevos temas y personajes de la literatura cubana. Ediciones Unión, La Habana, 1977, 239 pp. (Colección Contemporáneos)
- Lecciones de literatura cubana (3 tomos). Editorial Pueblo y Educación, La Habana, 1977-1978. [resumen de Historia de la literatura cubana preparado por la Dirección General de Educación de Adultos del Ministerio de Educación]
- Carlos Manuel Céspedes. Editorial Gente Nueva, La Habana, 1978. Ilustraciones de Ubaldo Ceballos López (Colección Cuba)
- La crítica literaria cubana del siglo XIX. Editorial Letras Cubanas, La Habana, 1979. (Colección Panorama, 1)
- Figuras cubanas del siglo XIX. Ediciones Unión, La Habana, 1980. (Colección Cuadernos de la revista Unión, 11)
- De "Figuras de la poesía cubana: Ramón Guirao" (La Gaceta de Cuba, febrero de 1984)
- Aproximaciones a la literatura hispanoamericana. Ediciones Unión, La Habana, 1984. (Colección Contemporáneos)
- “Amanecer en Bulgaria”. Sofía Press, Sofía, 1986
- Domingo del Monte. Ediciones Unión, La Habana, 1986. (Colección ¿Quién fue?)
- El negro en la novela hispanoamericana. Editorial Letras Cubanas, La Habana, 1986. (Colección Giraldilla)
- La narrativa en la literatura de la Revolución Cubana. Prólogo de Ramón Urdaneta. Publicaciones de la Federación Latinoamericana de Sociedades de Escritores, [Caracas], 1987
- La crítica literaria cubana del siglo XIX. Editorial Pueblo y Educación, La Habana, 1989
- Cuba, crucero del mundo. Editorial Pablo de la Torriente, La Habana, 1989 [impreso en diciembre de 1991]. (Colección Pablo)
- Visión de Martí por cuatro autores españoles: Miguel de Unamuno, Juan Ramón Jiménez, Federico de Onís, Guillermo Díaz-Plaja.. Editorial Pablo de la Torriente, La Habana, 1992. (Centenario, 8)
- Ensayos sobre cubanos. Prólogo de Imeldo Álvarez García. Ediciones Unión, La Habana, 1994. (Colección Bolsilibros Unión)
- Figuras cubanas del siglo XIX. Editorial Pueblo y Educación, La Habana, 2000
- Letras mexicanas desde Cuba. Preámbulo de José Fabián Ruiz. Casa Natal de Morelos, [Morelia, Michoacán, México], 2001
- La obra literaria de Enrique José Varona. Frente de Afirmación Hispanista A.C., México, 2001, 64 pp.
- Ensayos sobre literatura cubana . Society of Spanish and Spanish-American Studies, 2003
- Carlos Manuel de Céspedes. Frente de Afirmación Hispanista, A.C. México, 2004

### Válogatások, antológiák, gyűjtemények és kronológiák
- Antología del cuento en Cuba (1902-1952). Selección y prólogo. Dirección de Cultura del Ministerio de Educación, La Habana, 1953. (Ediciones del Cincuentenario)
- Panorama das literaturas das Américas. Tomo IV. Edicao do Municipio de Nova Lisboa, Angola, 1958
- Los mejores cuentos cubanos. Tomo I. Selección y prólogo. Primer Festival del Libro Cubano, [Imprenta Torres Aguirre, S.A, Lima], [1959].(Biblioteca Básica de Cultura Cubana)
- Los mejores cuentos cubanos. Tomo II. Selección. Segundo Festival del Libro Cubano, [Imprenta Torres Aguirre, S.A, Lima], [1960]. (Biblioteca Básica de Cultura Cubana)
- Los mejores ensayistas cubanos. Selección y prólogo. Tomo I. Segundo Festival del Libro Cubano, [Imprenta Torres Aguirre, S.A., Lima], [1960]. (Biblioteca Básica de Cultura Cubana)
- Órbita de José Antonio Fernández de Castro. Introducción y selección. Ediciones Unión, La Habana, 1966. (Órbita)
- Martí y México. Selección y prólogo. Sociedad Cubano-Mexicana de Relaciones Culturales, La Habana, [1967]
- Hungría en sus cuentos del siglo XX. Selección y prólogo. Editorial Corvina, Budapest, 1972. [ edición a cargo de Salvador Bueno e István Kerékgyártó]
- Nossa America. Seara Nova, Lisboa, 1973. (Cuadernos Seara Nova, Serie Movimento das Ideias). Contiene: "Calibán", de Roberto Fernández Retamar, pp. 5–94, y "Literatura e Revolucao em Cuba", de Salvador Bueno
- A bongo dala: Kuba (La canción del bongó: Cuba). Selección y prólogo. Editorial Kozmozs, Budapest, 1974
- Cuentos cubanos del siglo XIX. Selección, prólogo y notas. Editorial Arte y Literatura, La Habana, 1975. (Biblioteca Básica de Literatura Cubana)
- Cuentos húngaros. Selección y prólogo. Editorial Arte y Literatura, La Habana, 1976
- Cuentos cubanos del siglo XIX. Selección, prólogo y notas. Editorial Arte y Literatura, La Habana, 1977. (Ediciones Huracán)
- Cuentos cubanos del siglo XX (2 tomos). Selección, prólogo y notas. Editorial Arte y Literatura, La Habana, 197. (Ediciones Huracán)
- Leyendas cubanas. Selección y prólogo. Editorial Arte y Literatura, La Habana, 1978. (Biblioteca Básica de Literatura Cubana)
- Abrazo del trópico. Selección y prólogo. Editorial Pravda, Bratislava, 1980
- Diego Vicente Tejera. Poesía y prosa. Selección, prólogo y notas. Editorial Letras Cubanas, La Habana, 1981. (Biblioteca Básica de Literatura Cubana)
- Martí por Martí. Selección, prólogo y cronología. Editorial Letras Cubanas, La Habana, 1982
- Martí por Martí. Selección, prólogo y cronología. Presencia Latinoamericana, S.A., México, D.F., 1982
- Contes cubains du XXe siécle. Selección, prólogo y notas. Societé Nationale d'Editions et de Diffusion, Alger, 1982
- Hernández Catá, Alfonso. Cuentos y noveletas. Selección y prólogo. Editorial Letras Cubanas, La Habana, 1983. (Biblioteca Básica de Literatura Cubana)
- Acerca de Plácido. Selección, prólogo y cronología. Editorial Letras Cubanas, La Habana, 1985 (Crítica)
- Costumbristas cubanos del siglo XIX. Selección, prólogo, cronología y bibliografía. Biblioteca Ayacucho,Caracas, [1985]. (Biblioteca Ayacucho, 115)
- Vasil Popov. Cuentos. Selección y prólogo. Editorial Arte y Literatura, La Habana, 1988, 168. (Bolsilibros Arte y Literatura)
- Onelio Jorge Cardoso. Compilación y prólogo. Ediciones Casa de las Américas, La Habana, 1988 [impreso en 1989], 478 pp. (Valoración Múltiple)
- Cubanía y españolidad de José María Chacón y Calvo. Selección, prólogo y cronología. Editorial Letras Cubanas, La Habana, 1994
- Leyendas cubanas. Selección y prólogo. Editorial Letras Cubanas, La Habana, 1996
- Fernando Ortiz. Italia y Cuba. Selección e introducción. Fundación "Fernando Ortiz", La Habana, 1998
- Enrique Piñeyro. Poetas famosos del siglo XIX. Prólogo y notas. Editorial Pablo de la Torriente, La Habana, 1999. (Clásicos Cubanos, Academia Cubana de la Lengua)
- Enrique José Varona, periodista. Selección, prólogo y notas. Editorial Pablo de la Torriente, La Habana, 1999. (Clásicos Cubanos, Academia Cubana de la Lengua)
- Antología de la Poesía Cósmica de Félix Pita Rodríguez (1999)
- Enrique Labrador Ruiz. Carne de quimera [y] El gallo en el espejo. Selección, prólogo, notas y cronología. Editorial Letras Cubanas, La Habana, 2000
- Ensayos críticos de Domingo del Monte. Selección, prólogo y notas. Editorial Pablo de la Torriente, La Habana, 2000. (Clásicos Cubanos, Academia Cubana de la Lengua)
- Nicolás Heredia. La sensibilidad en la poesía castellana. Prólogo y notas. Editorial Pablo de la Torriente, La Habana, 2001. (Clásicos Cubanos, Academia Cubana de la Lengua)
- Antología de la Poesía Cósmica de Nicolás Guillén Vidas de poetas cubanos . Prólogo y notas. La Habana, Editorial Pablo de la Torriente, 2001
- Cuban legends [Leyendas cubanas]. Selección e introducción. Ilustraciones de Siegfried Kaden. Traducción de Christine Ayorinde. Markus Wiener Publishers, Kingston, Ian Randle Publishers, Princeton, 2002
- Cuentos Cubanos del siglo XIX (2003)
- Órbita de Raúl Roa (2004)
- Introducción a Cervantes y el Quijote (2005)

## Közreműködésével készült magyar vonatkozású kötetek
- Manuel Rojas: Tolvaj volt az apám. Regény; bev. Salvador Bueno, ford. Huszágh Nándor; Magvető, Bp., 1971 (Világkönyvtár)
- Hungria en sus cuentos del siglo XX.; szerk. Salvador Bueno, Kerékgyártó István, bev. Salvador Bueno, jegyz. Z. Sinka Erzsébet, szerk. Comisión Nacional Húngara para la Unesco; Corvina, Bp., 1972
- Petőfi Sándor: Poemas; bev. Salvador Bueno, vál. Simor András, ford. Simor András et al.; Instituto Cubano del Libro, La Habana, 1973 (Colección poesia)
- José Marti: A mi Amerikánk. Válogatott írások; vál. Anderle Ádám, Salvador Bueno, Kerekes György, tan. Salvador Bueno, Kerekes György, José Antonió Portuondo, ford. András László et al.; Európa, Bp., 1973
- A bongo dala. Kuba Irodalmi és politikai antológia a szigetország néger-kreol-mulatt népének történelméről; vál. Salvador Bueno, szerk. Simor András; Egyetemi Ny., Bp., 1974 (Kozmosz könyvek)
- Cuentos hungaros; vál., előszó Salvador Bueno; Arte y Literatura, La Habana, 1976
- Alejo Carpentier: A fény százada. Regény; ford. Dankó Éva, utószó Salvador Bueno; Európa, Bp., 1976
- Így látták. Indián és spanyol krónikák; szerk. Benyhe János, vál., tan. Salvador Bueno, Miguel León-Portilla, ford. Benyhe János et al., életrajzi jegyz. Salvador Bueno; Európa, Bp., 1977
- Salvador Bueno: Cinco siglos de relaciones entre Hungría y América Latina; Corvina, Bp., 1977 (Colección Corvina)
- Madách Imre: La tragedia del hombre (Az ember tragédiája); Jean Rousselot francia átültetése nyomán spanyol ford. Virgilio Pinera, előszó Salvador Bueno; Arte y Literatura, La Habana, 1978 (Coleccion clasicos)
- A naptestű Pa'i. Guaraní mítoszok és mesék; vál., utószó Salvador Bueno, ford., jegyz. Dornbach Mária; Európa, Bp., 1979 (Népek meséi)
- A régi idők Kubája; ford. Halász Tünde, vál., utószó, jegyz. Salvador Bueno; Európa, Bp., 1981
- Fernando Ortiz: Havannai karnevál. Írások a kubai kultúráról; vál., előszó Salvador Bueno, ford. Dobos Éva, Dornbach Mária, Nagy Mátyás; Gondolat, Bp., 1982
- Carlos Enríquez: Chencho visszatér. Regény; ford. Dorogman György, utószó Salvador Bueno; Európa, Bp., 1985
- Petőfi Sándor: Poemas; vál. Simor András, spanyol prózaford. Dobos Éva, Simor András, ford. David Chericián, Eliseo Diego, Diego Vicente Tejera, előszó Salvador Bueno; Eötvös, Bp., 1998 (Eötvös klasszikusok)

## Díjak és elismerések
- Premio de la Sección de Gramática y Literatura del Colegio Nacional de Ciencia y de Filosofía y Letras por su ensayo "Trayectoria de Labrador Ruiz"
- 1987 Medalla de fundador de la Escuela Nacional de Técnicos de Bibliotecas
- 1988 Distinción "Por la Cultura Nacional" (Ministerio de Cultura)
- 1989 Distinción "Félix Elmuza" (Unión de Periodistas de Cuba)
- 1990 Réplica del machete del Generalísimo Máximo Gómez, otorgado por el Ministerio de las Fuerzas Armadas Revolucionarias
- 1994 Presidente de Honor (junto a Julio Le Riverend) de la Sociedad Económica de Amigos del País
- 1995 Medalla Alejo Carpentier otorgada por el Consejo de Estado de la República de Cuba
- 2000 Premio Nacional de Investigación Cultural
  - Premio Internacional Fernando Ortiz
- 2004 Premio Nacional de Ciencias Sociales